# Zardoz
Zardoz es una película estadounidense dirigida por John Boorman en 1974, filmada en Irlanda, en los Ardmore Studios en las montañas de Wicklow. Realizada con bajo presupuesto, pero con un alto contenido filosófico, Zardoz es una alegoría situada en un futuro postapocalíptico donde la sociedad se divide entre una clase de guerreros salvajes (los «Brutales») y un grupo aislado y aparentemente perfecto de inmortales (los «Eternos»). Cuando un guerrero llamado Zed es misteriosamente transportado al mundo de la élite, su presencia comienza a desentrañar los secretos y contradicciones de su utopía. La película trata temas como la inmortalidad, la oligarquía y la segregación social, haciendo continuas referencias al libro El maravilloso mago de Oz (publicado por primera vez en 1900).

## Sinopsis
En el año 2293, una élite privilegiada de seres humanos que han descubierto como frenar a la muerte, vive aislada dentro de un valle del mundo de desolación en el planeta Tierra. En una burbuja llamada El Vórtice, los Elegidos viven una monótona y pacífica vida, en donde no envejecen y mueren, hasta que llega Zeta (Sean Connery), uno de los brutales elegidos por el dios Zardoz, un ídolo inventado por los habitantes elegidos que viven en el El Vórtice para influir y exterminar a los "brutales" que viven en los lugares remotos de la Tierra, evitar que se reproduzcan y pueblen la Tierra nuevamente...
Zeta logra entrar en El Vórtice oculto dentro del ídolo, que le entrega a los "brutales" armas a cambio de granos y alimentos, para mantener los privilegios de su sociedad, le ordena lo que deben hacer con una voz misteriosa simulando ser Dios, puede volar y trasladarse por grandes distancias, y descubre que ambos, "elegidos" y "brutales" son los seres humanos, que quedaron dentro de El Vórtice en una sociedad privilegiada y los que viven fuera, olvidados y perseguidos, cuando éste se creó hace cientos de años, estableciendo un sistema de vida y un orden establecido, que también era una forma de imposición a los habitantes elegidos que viven aislados en este remoto lugar protegido por una burbuja de energía invisible. 
Los elegidos que viven en la comunidad aislados y tienen una vida de privilegio, llamados también Eternos son supervisados y protegidos de la muerte por el Tabernáculo, una computadora con inteligencia artificial que toma todas las decisiones por ellos, los mantiene y preserva de la muerte, los ayuda a resolver sus problemas, con unos anillos de cristal especiales que tienen en el dedo de su mano, pueden comunicarse entre ellos por telepatía y saber lo que otros están pensando por seguridad. 
Dada la vida útil ilimitada de los "Eternos", no se enferman, envejecen y mueren. Los "Eternos" han crecido aburridos y su sociedad es moralmente corrupta, la inutilidad de la procreación ha hecho que los hombres sean impotentes y la meditación ha sustituido el sueño, otros caen en catatonia, formando el estrato social que los "Eternos" han llamado la "apáticos", seres que no tienen sentimientos, alegría o tristeza, y son mantenidos por otros "Eternos", que los alimentan con unos panes producidos del trigo en un moderno horno especial con hierbas y hojas de plantas medicinales, con los componentes alimenticios suficientes para mantenerlos con vida hasta que puedan despertar de su letargo y los preservan porque forman parte de su colectividad. 
Los "Eternos" pasan sus días dentro de El Vórtice resguardando los vastos conocimiento de la humanidad (a través de un motor de búsqueda basado en reconocimiento de voz), se comunican entre ellos con poderes telepáticos que el Tabernáculo puede desarrollar y aumentar en ellos, hornean un pan especial para sí mismos de las entregas de granos de los brutales y participan en rituales comunales como mirarse el ombligo. Para poder dar más tiempo a la vida, El Vórtice ha desarrollado reglas sociales complejas, cuyos violadores son castigados con el envejecimiento artificial y viven aislados en un asilo de ancianos, donde deben padecer las limitaciones físicas de los mismos y seguir viviendo, enfermedad, demencia y problemas de salud, pero no mueren hasta que puedan formar parte nuevamente de su colectividad en el futuro. 
Los que se oponen al orden establecido por la Inteligencia Artificial, creada por sus ancestros para cuidar a los Eternos que viven en El Vórtice, son considerados delincuentes más extremos y están condenados a la vejez permanente, la condición de "renegados" de la comunidad de los Eternos, con un poder mental especial que tienen en unos anillos de cristal que están conectados con el Tabernáculo y los ayudan a resolver cualquier problema que tengan, como un ordenador personal en un anillo en el dedo de su mano, que aumenta sus poderes telepáticos y de comunicación entre ellos. Pero ninguno de los Eternos puede morir, si ellos de alguna manera se las arreglan para morir, por lo general a través de algún accidente fatal o suicidio, están capacitados para casi inmediatamente renacer en otro cuerpo sano, reproducido sintéticamente por la inteligencia artificial que es idéntico al cuerpo que acaba de perder. Pero si viola las leyes de su sociedad, es reproducido con una vejez artificial que aumenta sus años como castigo social. Incluso debe vivir como un anciano en el asilo de ancianos, sin poder morir como un castigo por ser un renegado y poner en peligro el orden establecido en El Vórtice.
Zeta, llamado también Zed, que llega a El Vórtice oculto dentro del ídolo, es capturado por los "Eternos". Resulta ser menos brutal y mucho más inteligente de lo que ellos piensan. El análisis genético revela que Zed es el resultado final de largos experimentos de eugenesia, ideados de forma secreta por Arthur Frayn - el dios Zardoz - que controlaba las imágenes del dios Zardoz, los outlands que se comunicaban con los exterminadores "brutales" con engaños y manipulaciones, coaccionando así a los "brutales" para abastecer con los granos a El Vórtice. El objetivo oculto de Zardoz era crear un superhombre en secreto, inteligente y fuerte, que penetraría El Vórtice para salvar a la humanidad de su irremediable forma de vida, estancada y aburrida, que permanece como un statu quo sin poder avanzar más y como esclavos de la "inteligencia artificial", en un plan muy elaborado de salvación para todos, en forma secreta sin la participación del tabernáculo y otros eternos, que podrían leer su mente.
Los análisis de las mujeres de las imágenes mentales de Zed anteriores, habían revelado que en las ruinas del viejo mundo, que parece devastado por una guerra o una plaga, Arthur Frayn primero alentó a Zed para aprender a leer, y luego lo llevó al libro El maravilloso mago de Oz, donde Zed finalmente entiende el origen del nombre de Zardoz - Mago de Oz - llevarlo a una verdadera conciencia de Zardoz, como un manipulador diestro en lugar de una deidad real, que engañaba a los "brutales" para matarlos. 
Zed se enfurece con este descubrimiento y por esto decidió sondear los secretos más profundos de este enorme misterio, logrando entrar a la imagen del dios Zardoz oculto en los granos de trigo, con la colaboración de sus amigos "brutales", lo que demuestra un nivel de superación, despertar y mayor organización de ellos, para poder alcanzar un propósito mayor y enfrentar a los eternos, al tratar de liberarse de su influencia y control.
Entonces, Zeta descubrirá que en su mundo no todo es lo que parece, para esto se entremezclan sucesos anteriores a su llegada a El Vórtice con sus nuevas vivencias, donde Zeta fue manipulado y forma parte de una elaborada conspiración para destruir El Vórtice desde adentro, desarrollada por algunos miembros de los elegidos "Eternos", que estaban cansados del sistema de vida y el orden establecido que existía en El Vórtice y ayudar a los "brutales", que son engañados, manipulados y exterminados por algunos de los "Eternos", para poder terminar con la comunidad que tiene una monótona vida y ahora si lograr que sus miembros puedan morir, por estar sancionados viviendo como ancianos, sufriendo y enfermos en el asilo de ancianos sin poder morir.
Como Zed descubre la naturaleza de El Vórtice y sus problemas, los Eternos lo utilizan para luchar contra sus querellas intestinas, de los otros grupos enfrentados que viven dentro de la comunidad, liderados por una mujer llamada Consuella, pero los Eternos deciden finalmente matar a Zed y condenar a la vejez permanente, a su amigo anterior y mentalizador Arthur Frayn que está oculto en un museo que guarda esculturas antiguas y en donde se sospecha estaría oculto el Tabernáculo . Zed escapa con la ayuda de su amigo y mentalizador, absorbe todo el conocimiento de los "Eternos", incluido el de origen de El Vórtice, para tratar de encontrar y destruir el Tabernáculo, la inteligencia artificial que mantiene controlados a los "Eternos", porque ellos no tienen más información sobre el lugar dónde está, no recuerdan nada sobre su origen y no saben cómo desactivarlo, así fue establecido como una protección, por si alguien en el futuro quería destruir el orden establecido y si planeaban hacer algo en su contra, serían descubiertos porque la inteligencia artificial y otros miembros de la comunidad pueden leer sus mentes. 
Zed se convierte en un líder y ayuda a los exterminadores "brutales" para que invadan El Vórtice, enfrentándose a la inteligencia artificial y destruyendo su base de datos, para destruir el domo que los mantenía aislados en el valle, y poder lograr que los brutales ingresen al valle de El Vórtice, para matar a la mayoría de los Eternos, que finalmente acogen la muerte en forma voluntaria como una liberación de su existencia eterna pero aburrida y en donde ellos se sentían manipulados por el Tabernáculo. Algunos pocos Eternos logran escapar de la destrucción de El Vórtice, para salir a una nueva vida en el exterior, radicalmente como seres mortales compañeros entre los brutales que ya no son más engañados y manipulados por los Eternos habitantes de El Vórtice. Al final Zed asimila todo el poder del Tabernáculo, pero decide no utilizarlo para dominar y manipular a la gente, prefiere que los humanos sean libres y escapa a un lugar desconocido.
Zardoz termina en una secuencia de imágenes sin palabras, acompañado por la música del segundo movimiento sombría (allegretto) de la Séptima Sinfonía de Beethoven (fragmentos de los que se escuchan en toda la película). Zed y su mujer Consuella, vestidos con trajes a juego verdes y que hayan caído en el amor, a continuación, se sientan uno al lado del otro en la cabeza de piedra tallada dentro de una cueva y aumentan la edad en time-lapse. Aparece un bebé, madura y deja a sus padres. La pareja finalmente se descomponen en esqueletos y finalmente, no queda nada en el espacio, todo lo relacionado con El Vórtice, los Eternos y las manipulaciones contra otros seres humanos queda olvidado para siempre, pero permanecen repintados a mano, grabados en la pared el Webley-Fosbery, el revólver de Zed.

## Reparto
- Sean Connery como Zed
- Charlotte Rampling como Consuella
- Sara Kestelman como May
- John Alderton como Amigo
- Sally Anne Newton como Avalow
- Niall Buggy como Arthur Frayn / Zardoz
- Bosco Hogan como George Saden
- Jessica Swift como Apática
- Bairbre Dowling como Star
- Christopher Casson como Viejo Científico
- Reginald Jarman como la voz de la Muerte

## Producción

### Desarrollo
Boorman se inspiró para escribir Zardoz mientras preparaba una adaptación de El Señor de los Anillos de J. R. R. Tolkien para United Artists, pero cuando el estudio se mostró reticente al coste de producir versiones cinematográficas de los libros de Tolkien, Boorman siguió interesado en la idea de inventar un mundo nuevo y extraño.  Escribió Zardoz junto a William (Bill) Stair, su colaborador habitual. Boorman afirmó que «quería hacer una película sobre los problemas que nos aquejan al desplazarnos a tal velocidad hacia el futuro que nuestras emociones se quedan atrás». El borrador original se ambientaba cinco años en el futuro y trataba sobre un profesor universitario que se obsesionaba con una joven cuya desaparición lo impulsaba a buscarla en las comunas donde había vivido. Boorman visitó algunas comunas para investigar, pero decidió situar la historia en un futuro lejano, en el que la sociedad hubiera colapsado.
En un comentario de audio, Boorman afirmó que desarrolló la sociedad emergente enfocándose en un personaje central «que se adentraba en ella. Sería elegido misteriosamente y, al mismo tiempo, manipulado; quería que la historia se contara en forma de un misterio, con pistas y acertijos que se desvelarían, mientras la verdad se iría revelando poco a poco».  El guion estuvo influenciado por los escritos de L. Frank Baum, T. S. Eliot y Tolkien, y se inspiró en las gestas artúricas medievales.  «Es sobre el espacio interior más que sobre el exterior», dijo Boorman. «Se acerca más a la mejor literatura de ciencia ficción, que es más metafísica. La mayor parte de la ciencia ficción que da mala fama al género son historias de aventuras en ropa espacial».
«Nadie quería hacerla. Los Warner no quería hacerla, a pesar de que yo les había hecho ganar un dineral», dijo Boorman. Su entonces agente, David Begelman, sabía que el director de 20th Century Fox quería hacer una película con el director y le ofreció el guion para que lo leyera, pero insistió en que necesitaba una decisión en dos horas. «Es sí o no», le dijo Begelman. «Si no tienes aprobaciones, es una compra negativa de un millón de dólares». Boorman comentó que «el tipo de Fox vino a Londres y yo estaba muy nervioso, así que nos fuimos a almorzar mientras él leía el guion. Cuando finalmente salió de la oficina, le temblaba la mano, claramente sin tener idea de qué hacer. Begelman se le acercó directamente y le dijo: "¡Felicidades!" Nunca le dio una oportunidad al pobre tipo».